# 하후혜
하후혜(夏侯惠, ? ~ ?)는 중국 삼국 시대 위나라의 정치가로, 자(字)는 치권(稚權)이다.

## 생애
어려서부터 학문에 재능이 있다고 알려졌으며, 상주하여 시시비비를 의논하는 것에 능했다. 황문시랑(黃門侍郞)을 역임하였고, 종육(鍾毓)과 더불어 여러 차례 논쟁을 벌였으나 대부분 그의 견해가 채택되었다. 연상(燕相) · 낙안태수(樂安太守)를 역임하였으며, 37세에 사망하였다.
당대에 소림(蘇林) · 위탄(韋誕) · 손해(孫該) · 두지(杜摯) 등과 함께 문장으로 저명하였다.

## 《삼국지연의》에서의 하후혜
하후연의 3남으로 제갈량(諸葛亮)이 오장원으로 출전하였을 때 사마의(司馬懿)에게 발탁되어 동생 하후화(夏侯和)와 함께 행군사마가 되었다.
상방곡에서 촉군과 전투를 벌여 연승하였으나, 그것이 사마의가 함정에 빠지는 원인이 되었고, 제갈량의 목상에 놀라 도주하는 사마의를 하후패(夏侯霸)와 함께 달랬다.

## 같이 보기
- 삼국지 인물 목록